# Ted Kulongoski
Theodore R. "Ted" Kulongoski (født 5. november 1940) er en amerikansk politiker for det demokratiske parti. Han var den 36. guvernør i delstaten Oregon, i perioden 2003 – 2011. Han afløste i 2003 John Kitzhaber som guvernør, og otte år senere var det igen Kitzhaber der overtog posten som guvernør. 